# M'Buna
Taxons concernés
Genres:
- Labeotropheus
- Pseudotropheusmodifier

Communément appelés M'buna (ou Mbuna), les Pseudotropheus et Labeotropheus sont deux genres de la famille des cichlidés (sous-ordre des Labroidei, ordre des perciformes).

## Origine
Ces deux genres de cichlidés, qui comportent plusieurs espèces différentes, sont endémiques du lac Malawi.

## Description
La grande différence entre les « Pseudo » et les « Labeo » est la forme des mâchoires, due à leur façon de se nourrir. Les « Labeo » ont la mâchoire supérieure qui recouvre presque totalement la mâchoire inférieure. Pour ce qui est de leur comportement dans le lac, ces deux espèces vivent dans la partie supérieure du littoral rocheux et d'éboulements. Leur biologie est adaptée d'une façon extrême aux conditions du milieu naturel, ce qui fait que la plupart des espèces ne peuvent survivre au-dessus d'un substrat sablonneux ou en l'absence de pierres (substrat : matériau qui constitue le fond d'un bac, d'une rivière, d'un lac.).
Pseudotropheus lanisticola vit sur le sable mais colonise les coquilles d'escargots. Donc pour la maintenance, il faudrait un bac communautaire pour limiter leur agressivité inter et intra spécifique ; il sera constitué d'un amoncellement rocheux le long de la face arrière qui pourra atteindre la surface et on laissera sur le devant une plage de sable. Si l'on désire planter le bac, bien que le milieu naturel ne soit pas doté d'espèces végétales à part les algues, il faudra choisir des espèces à feuilles dures, comme les Anubias (nana) ou des Microsorium. Filtration importante (2 à 5 fois le volume du bac) -Température 25 à 27 °C. —

## Liste des espèces
Voir Pseudotropheus et Labeotropheus

## Alimentation
Ces poissons sont appelés « M'Buna » par les gens qui habitent autour du lac. (M'Buna, « frappeur de pierres » en dialecte chitonga), c'est-à-dire qu'ils se nourrissent exclusivement des algues qui recouvrent les rochers ainsi que de la micro-faune contenue dans ces algues.
En aquarium, l'alimentation ne pose pas de problèmes, tout ou presque est accepté (paillette, tubifex, artémias, algues, épinards, daphnies, etc.). Par contre, il faut éviter le cœur de bœuf, les vers de terre, les asticots (de manière générale : tous produits d'animaux à sang chaud).

## Reproduction
Reproduction assez facile si on dispose d'un nombre supérieur de femelles par rapport aux mâles. Position en T, parade, renforcement des couleurs du mâle ; la ponte a souvent lieu sur une pierre plate ; ce sont des incubateurs buccaux, la femelle ayant les œufs dans sa bouche pendant l'incubation qui dure selon la température de 17 à 23 jours. Il est préférable de pêcher la femelle incubant et de l'isoler dans un bac à part si l'on désire récupérer un maximum de petits.

## Conseils
- Utiliser une filtration importante qui brasse fortement l'eau (de l'ordre de 3 à 5 fois le volume du bac par heure).
- Bien éclairer le bac pour laisser pousser les algues sur les pierres.
- Mettre plus de femelles que de mâles (1 mâle pour 2 à 4 femelles suivant les espèces).
- Faire un bac communautaire.